# Jerry Brown
Jerry Brown, celým jménem Edmund Gerald Brown Jr. (* 7. dubna 1938 San Francisco), je americký politik a právník. Je členem Demokratické strany.
Má irské a německé předky. Jeho otec Pat Brown byl guvernérem Kalifornie v letech 1959 až 1967. Jeho mladší sestra Kathleen Brownová byla kalifornskou ministryní financí. 
Původně chtěl být knězem a navštěvoval jezuitský seminář v Los Gatos. Pak vystudoval klasická studia na Kalifornské univerzitě v Berkeley a práva na Yaleově univerzitě. Pracoval jako asistent soudce u Nejvyššího soudu státu Kalifornie. V roce 1971 se stal kalifornským státním sekretářem a v letech 1975 až 1983 byl kalifornským guvernérem. Ve funkci proslul skromným vystupováním, otvíráním environmentálních témat i podporou zemědělského odboráře Césara Cháveze. Byl odpůrcem války ve Vietnamu a trestu smrti. Vydal knihu Thoughts, v níž shrnul své názory na nutnost reformovat americkou politiku. Navzdory radikálně levicové rétorice Brown jako guvernér prosazoval tvrdá úsporná opatření.
Kandidoval v prezidentských volbách v roce 1976 i v roce 1980, avšak neuspěl v demokratických primárkách. V roce 1982 kandidoval do Senátu a byl poražen republikánem Petem Wilsonem. Poté odešel do zahraničí, studoval v Japonsku zenový buddhismus a pomáhal v kalkatském hospicu Matky Terezy.
Do politiky se vrátil roku 1988, kdy byl zvolen předsedou Demokratické strany ve státě Kalifornie. Znovu usiloval o prezidentský úřad v roce 1992 a v demokratických primárkách skončil druhý za Billem Clintonem. V letech 1999 až 2007 byl starostou Oaklandu a v letech 2007 až 2011 kalifornským ministrem spravedlnosti. V letech 2011 až 2019 strávil další dvě funkční období v úřadu kalifornského guvernéra. Za svého působení se zaměřil na opatření ke zmírnění klimatických změn.
Ještě po šedesátce byl svobodný, známý byl jeho vztah se zpěvačkou Lindou Ronstadtovou. Od roku 2005 je jeho manželkou manažerka Anne Gust Brownová.
Je po něm pojmenován druh brouka Bembidion brownorum, který byl objeven v roce 2023 na Brownově ranči.